# Vitus Bering

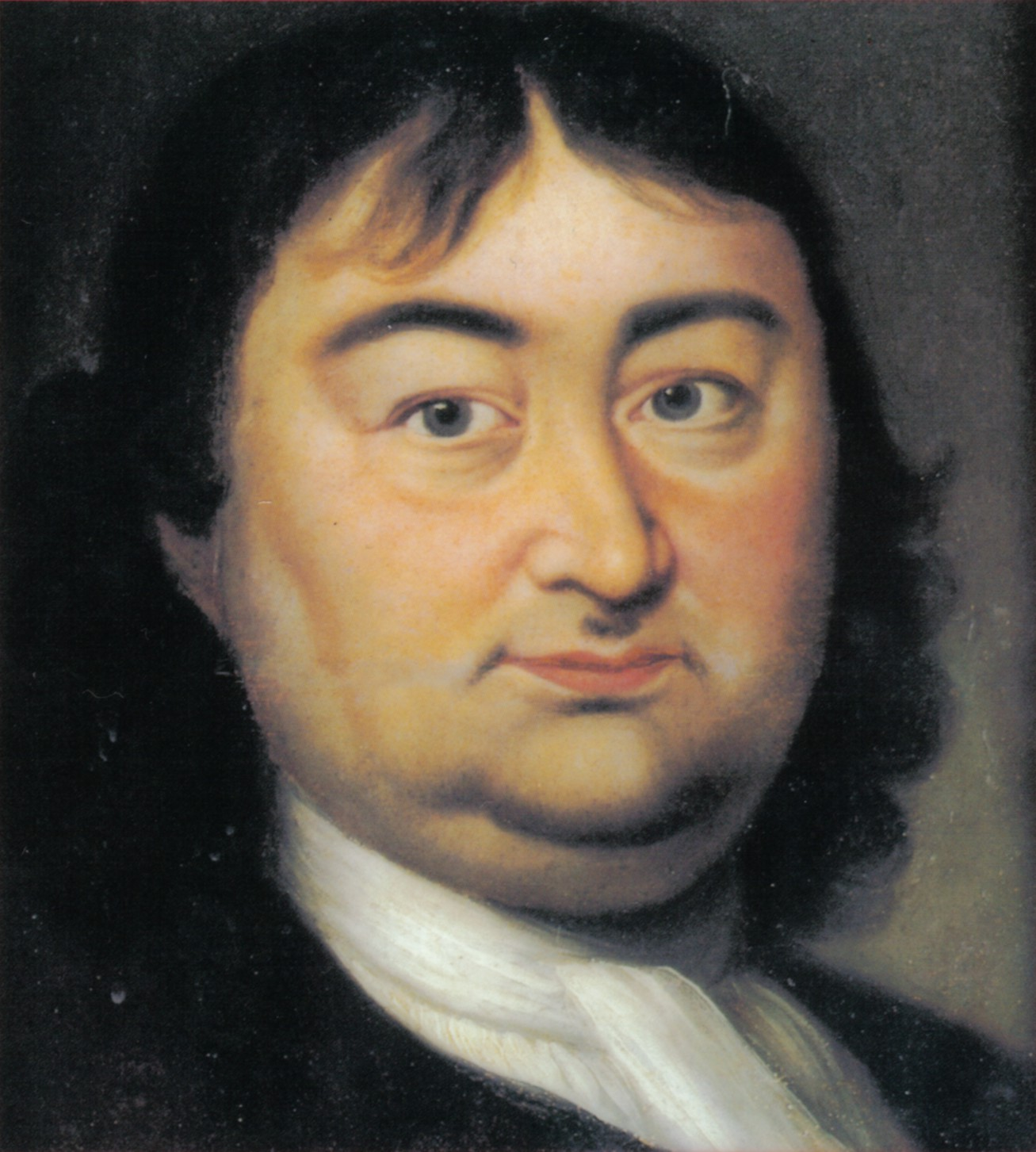
Ölgemälde eines unbekannten Meisters, Mitte 18. Jahrhundert. Das Bild wurde lange Zeit für ein Porträt des Entdeckers Vitus Jonassen Bering (1680–1741) gehalten. Nach einer Exhumierung Berings im Jahr 1991 und einer anschließenden forensischen Untersuchung wird dies heute angezweifelt, weil sich die Gesichtszüge des Dargestellten nicht mit dem forensischen Befund decken. Wahrscheinlicher ist deshalb, dass es sich bei dem Dargestellten um den dänischen Schriftsteller Vitus Pedersen Bering († 1675), einen Großonkel des Entdeckers, handelt.

Vitus Jonassen Bering (russisch Витус Ионассен Беринг Witus Ionassen Bering oder Иван Иванович Беринг Iwan Iwanowitsch Bering; getauft am 21. Augustjul. / 31. August 1681greg. in Horsens, Ostjütland; † 8. Dezemberjul. / 19. Dezember 1741greg. auf Awatscha, der Beringinsel) war ein dänischer Marineoffizier in russischen Diensten. Er leitete von 1728 bis 1730 die Erste Kamtschatka-Expedition und ab 1733 die Zweite Kamtschatka-Expedition, auf der er starb. Der „Kolumbus des Zaren“  bewies unter anderem, dass Asien und Nordamerika nicht miteinander verbunden sind.

## Leben

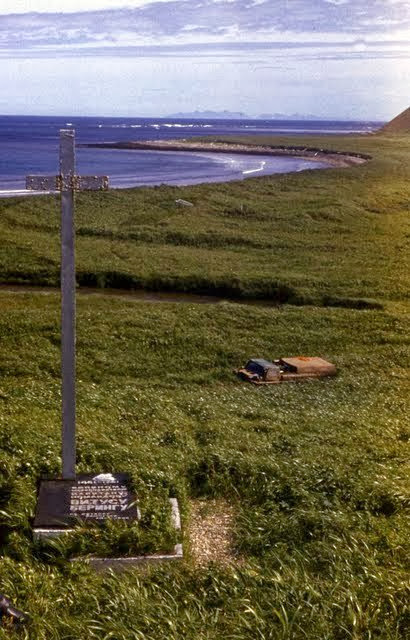
Das Grab von Vitus Bering auf der Beringinsel

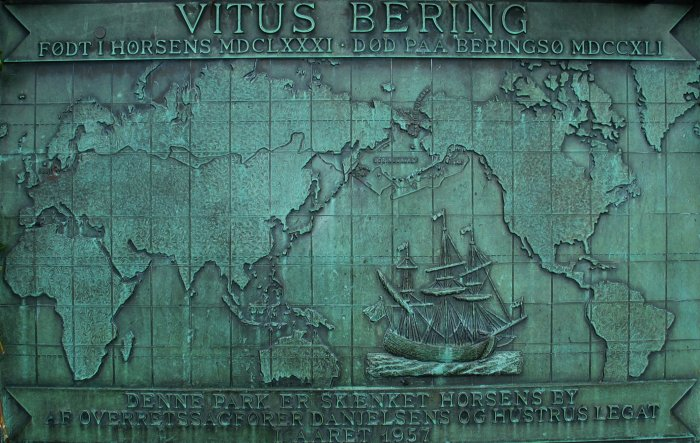
Gedenkplatte im Vitus-Bering-Park in Horsens

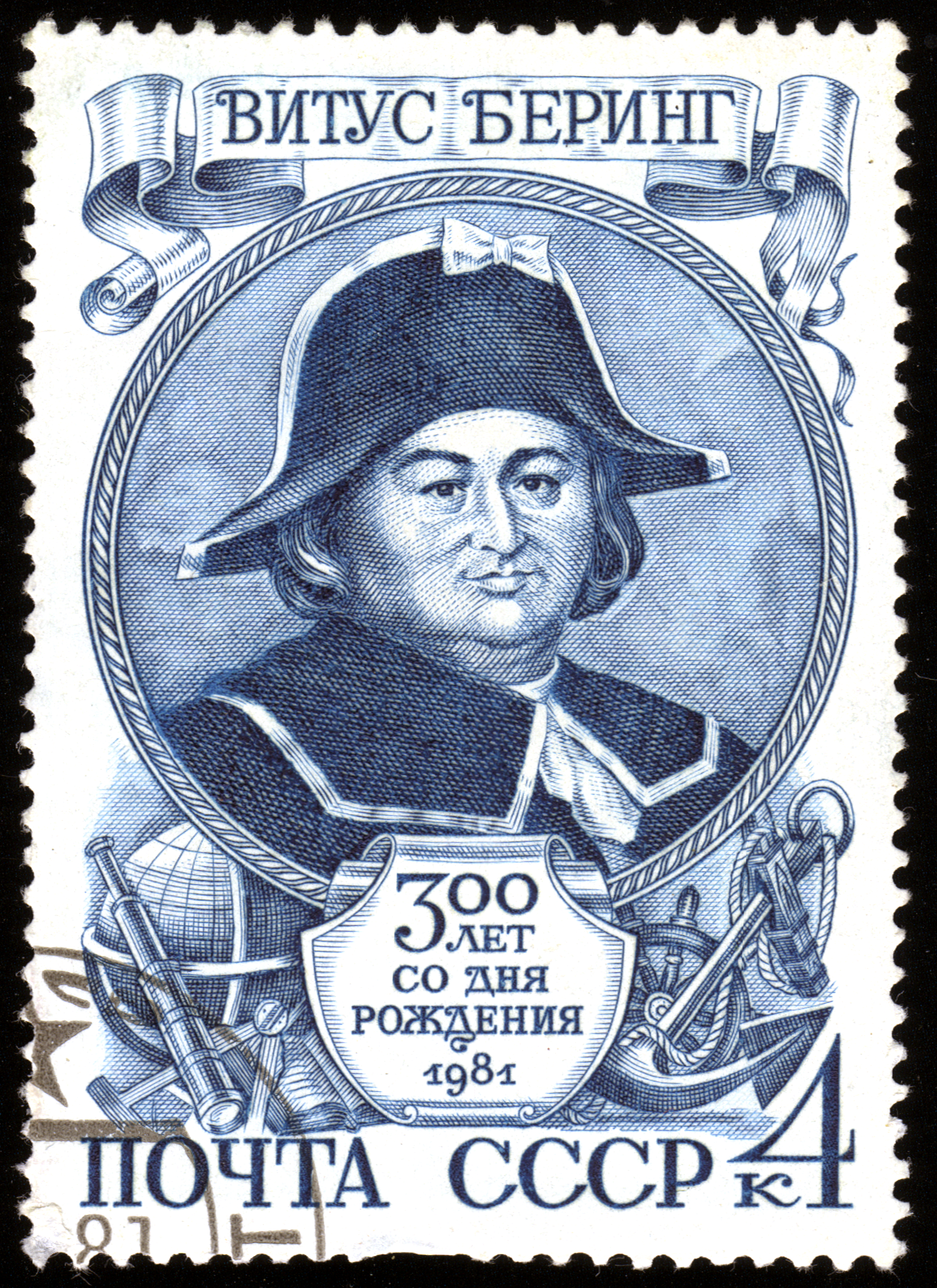
Sowjetische Briefmarke von 1981

Während seine älteren Brüder die Universität Kopenhagen besuchten, entschied Vitus sich als 15-Jähriger dafür, als Schiffsjunge zur See zu fahren. Er kam bis Niederländisch-Indien und sei zudem im Nordatlantik auf Walfang gewesen, an der Ostküste und in der Karibik. Die Ausbildung zum Kadetten absolvierte er zwischenzeitlich in Amsterdam. Dort wurde er auch 1703 als Leutnant zur See durch Vizeadmiral Cornelius Cruys von Peter I. für die neugebildete Kaiserlich Russische Marine in Kronstadt (Russland) angeheuert, die im Großen Nordischen Krieg (1700–1721) benötigt wurde. Er nahm an den Kampagnen im Dritten Nordischen Krieg gegen Schweden und im Russisch-Türkischen Krieg teil, wurde mehrfach befördert und war weniger in Kämpfen als eher mit Überführungsfahrten zwischen Baltischer Flotte in der Ostsee und der Asow-Flottille im Schwarzen Meer befasst, sowie mit Leichtern für Flachwasserfahrten, welche ihn unter anderem auf Flüssen wie Don und Woronesch führten. Im Jahr 1720 erhielt er den Rang eines Kapitäns 2. Klasse, heute einem Fregattenkapitän entsprechend. Dabei wurden ihm im Verlauf seiner Karriere wiederholt jüngere Mitbewerber bei Beförderungen vorgezogen. So war der Gatte seiner Schwägerin bereits im Admiralsrang. In der Folge quittierte der 42-jährige Bering 1724 in Friedenszeiten als Kapitän 1. Klasse bzw. Kapitän zur See den Dienst, nur um sich fünf Monate später erneut zu melden.
1725 wurde ihm die Leitung der Ersten Kamtschatka-Expedition Russlands übertragen, die das Vorhandensein einer Meerenge zwischen Asien und Amerika im Meer von Kamtschatka nachweisen sollte.
Nach seiner Ankunft in Nischne-Kamtschatsk 1728 ließ Bering die 18 Meter lange Schaluppe St. Gabriel bauen. Mit diesem Schiff untersuchte er ab Juli 1728 die Küste Sibiriens in nördlicher Richtung, entdeckte einige Inseln und drang immer weiter ins Nordpolarmeer vor, ohne eine Landverbindung zwischen Asien und Amerika zu finden. Am 26. August 1728 gab Bering aufgrund schlechten Wetters das Kommando zum Wendemanöver und kehrte bei 67°18' nördlicher Breite um. Er hatte die später nach ihm benannte Meerenge zwar schon durchquert, den letzten Beweis dafür, dass es keine Landverbindung zwischen Asien und Nordamerika gibt, blieb er jedoch schuldig.
Nach seiner Rückkehr nach Sankt Petersburg im Jahr 1730 wurde Bering zum Kapitänkommandeur befördert, erntete aber auch viel Kritik, da er seinen Auftrag nicht vollständig erfüllt hatte. Bering schlug daher selbst eine zweite, größer angelegte Expedition vor, die im Wesentlichen drei Ziele verfolgen sollte: die endgültige Klärung der Frage, ob es einen Landweg nach Amerika gibt, die Erforschung der amerikanischen Küste und die des Seewegs nach Japan. Diese drei Punkte waren zur damaligen Zeit für Russland von sehr hohem geopolitischen Interesse. So wurde Bering 1733 Leiter der Zweiten Kamtschatka-Expedition, auch bekannt als Große Nordische Expedition (1733–1743).
Im Rahmen dieser Expedition entdeckte der deutsche Historiker Gerhard Friedrich Müller, Mitglied der Petersburger Akademie der Wissenschaften, dass Bering 1728 keineswegs der erste Seefahrer war, der die Beringstraße durchfahren hatte. Im Archiv der Jakutsker Kanzlei fand er Belege dafür, dass schon Jahre vorher der Pelztierjäger und Händler Semjon Deschnjow zusammen mit Fedot Popow und Gerassim Ankudinow die Meerenge zwischen den beiden Kontinenten durchfahren hatte.
Im Sommer 1740 wurden in Ochotsk die beiden etwa 27 Meter langen Zweimastschiffe St. Peter und St. Paul fertiggestellt, mit denen Bering die Erkundung der nordpazifischen Küsten durchführen wollte. Dafür segelten die Schiffe im September 1740 nach Kamtschatka. Hier hatte der Navigator Iwan Jelagin vorab den natürlichen Hafen in der Awatscha-Bucht als Winterquartier und Ausgangspunkt der Expedition erkundet. Die geschützte Lage in der Bucht und die Mündung des Awatscha-Flusses führten dazu, dass sich aus dem Ausgangslager der Expedition die Stadt Petropawlowsk-Kamtschatski entwickelte. Hier stieß im Frühjahr 1741 auch der deutsche Arzt und Naturforscher Georg Wilhelm Steller zur Expedition und wurde deren Teilnehmer. Er ersetzte auf persönlichen Wunsch von Bering den von der Expedition zurückgetretenen Schiffsarzt.
Am 15. Juni 1741 lief Vitus Bering mit der St. Peter, die er mit dem Adjutanten Wassili Chmetewski, dem Nautischen Offizier Sven Waxell, dem Steuermann Sofron Chitrowo und dem Arzt Steller selbst kommandierte, und der St. Paul, die Alexei Tschirikow mit dem Steuermann Iwan Jelagin kommandierte, aus, um die Küste Amerikas zu erkunden. An Bord beider Schiffe befanden sich jeweils um die 80 Mann Besatzung.
Schon nach wenigen Tagen wurden die beiden Schiffe in einem Sturm getrennt. Die St. Paul sichtete wahrscheinlich nahe dem heutigen Sitka das Land von Alaska, scheiterte aber bei dem Versuch, an Land zu gehen, und kehrte nach Kamtschatka zurück.
Bering erreichte mit der St. Peter am 25. Juli 1741 das Inselgewirr der Aleuten. Am 30. Juli gingen Teile der Besatzung auf Kayak Island an Land und betraten erstmals nordamerikanischen Boden. Bering ließ einige Wasserfässer füllen, Steller dokumentierte während des etwa 10-stündigen Landgangs etwa 160 Pflanzenarten. Schon wenige Stunden nach der Ankunft wurde die Heimreise nach Kamtschatka angetreten.
Dabei geriet die St. Peter in einen schweren Sturm und strandete an der Küste der Awatschainsel, die später nach dem Vorschlag Waxells und Chitrowos in Beringinsel umbenannt wurde. Sie ist eine der Schumagin-Inseln, die nach dem dort umgekommenen Matrosen Nikita Schumagin aus Berings Kommando benannt wurden. Aufgrund immer schlechter werdenden Wetters war Bering mit seiner Mannschaft gezwungen, auf dieser Insel zu überwintern.
Am 19. Dezember 1741 starb hier Vitus Bering vermutlich an Entkräftung und Kälte. Steller notierte, dass Bering „an Hunger, Durst, Kälte, Ungemach und Betrübnis […] und regelrecht aufgefressen von Läusen“ verstorben war.
18 weitere Besatzungsmitglieder überlebten diese Überwinterung ebenfalls nicht. Die Überlebenden mit dem Gardemarin Johann Sind und dem Arzt Steller bauten 1742 aus den Resten der St. Peter einen Huker, mit dem sie nach Kamtschatka zurückkehren konnten.
Bering untersuchte und kartierte die arktische und pazifische Küste Russlands sowie die Küste Alaskas bis zu 69° nördlicher Breite. Er entdeckte mehrere Aleuteninseln sowie die Kommandeurinseln. Nach Vitus Bering sind elf geographische Orte benannt, zum Beispiel die Beringstraße und das Beringmeer, sowie die Beringkultur (ein Entwicklungsabschnitt der Eskimos).
1991 wurden Berings Grab und die Gräber von fünf anderen Seeleuten von einem russisch-dänischen Expeditionsteam geöffnet, die Überreste nach Moskau transportiert und forensisch untersucht. Bei der Untersuchung seiner Zähne konnten keine Anzeichen von Skorbut festgestellt werden, so dass eine andere Erkrankung für Berings Tod ursächlich gewesen sein muss. Unmittelbare Todesursache laut der forensischen Untersuchung war Herzversagen.